# Аллен, Гарри
Гарри Уиллис Аллен (англ. Harry Willis Allen, 8 августа 1892 — 20 августа 1981) — энтомолог, работавший в Министерстве сельского хозяйства США. Он был президентом Американского энтомологического общества и считается мировым экспертом по осам.